# Saxeknuts naturreservat
Saxeknuts naturreservat är ett naturreservat i Hällefors kommun i Örebro län.
Området är naturskyddat sedan 2019 och är 31 hektar stort. Reservatet ligger sydväst om Hällefors, strax söder om naturreservatet Knuthöjdsmossen. Det består av gammal granskog.